# Шрисхайм
Шрисхайм (на немски: Schriesheim) е град при Хайделберг в Баден-Вюртемберг, Германия с 15 008 жители (на 31 януари 2017).
Градът се намира на ок. 8 km северно от Хайделберг. Шрисхайм е споменат за пръв път през 764 г. в документ на манастир Елванген и 766 г. в документ на манастир Лорш във връзка с дарения на земи.
Ок. 1235 г. се построява замъкът Щраленбург и между 1240 и 1245 г. се създава градът Шрисхайм.
- Замъкът Щраленбург над Шрисхайм
- Старото кметство в Шрисхайм